# Авксенівка
Авксе́нівка — село в Україні, у Кам'янському районі Дніпропетровської області. Населення за переписом 2017 року складало 127 осіб. Входить до складу Верхньодніпровської міської громади.

## Географія
Село Авксенівка розташоване на лівому березі річки Самоткань, вище за течією примикає село Боровківка, нижче за течією на відстані 0,5 км розташоване село Богодарівка, на протилежному березі — село Новогригорівка.

## Населення

### Мова
Розподіл населення за рідною мовою за даними перепису 2001 року:
| Мова            | Відсоток |
| --------------- | -------- |
| українська      | 91,3 %   |
| російська       | 7,9 %    |
| інші/не вказали | 0,8 %    |